# Psylla juiliensis
Psylla juiliensis är en insektsart som beskrevs av Yang 1984. Psylla juiliensis ingår i släktet Psylla och familjen rundbladloppor. Inga underarter finns listade i Catalogue of Life.